# Perea (Álava)
Perea es un despoblado que actualmente forma parte de la localidad de Beotegui, del concejo de Menagaray-Beotegui, que está situado en el municipio de Ayala, en la provincia de Álava, País Vasco (España).

## Historia
Documentado desde 1025, estaba situado entre la localidad de Beotegui y el barrio de Gorbea, en un altozano situado en las estribaciones del monte Perigaina. Al despoblarse pasó a formar parte de la localidad de Beotegui.
Era mencionado en 1095, cuando se consagró la iglesia de San Pedro de Lamuza de Llodio.  En este término se hallaba la iglesia parroquial de Santo Tomás hasta 1918 en que es derruida y construida en Beotegui la de San Miguel, pero poco a poco el poblamiento de Perea fue concentrándose en el concejo de Beotegui, situado a menor altitud y más próximo al camino de Amurrio a Arceniega.
En este despoblado se asentaba el linaje de Perea, familia relevante en los asuntos del Señorío de Ayala al final de la Edad Media. Miembros de esta familia apoyaron entre 1328 y 1330 la sucesión en el Señorío de Ayala de Fernán Pérez de Ayala (padre de Pero López de Ayala, Canciller de Castilla).